# El cavall blanc
El cavall blanc és un quadre del pintor Paul Gauguin fet al final de l'any 1898 a Tahití durant la seva segona estada. El títol original en francès és Le cheval blanc, encara que va ser titulat posteriorment per Daniel de Monfreid.
Es conserva al Museu d'Orsay de París amb el número d'inventari RF 2616, i ha estat publicat en el catàleg de Wildenstein amb el número 571. Està signat i datat a baix al mig amb blau fosc: P Gauguin / 98.

## Context
L'any 1898, Gauguin va tenir uns alts i baixos emocionals, de salut i financers. Aquesta obra correspon a uns moments de serenitat on el pintor torna a les escenes bucòliques de convivència entre l'home i la natura.
A començament d'any, després d'un intent de suïcidi en acabar la seva gran obra D'on venim? Què som? On anem?, va fer una sèrie de quadres interpretant de nou parts del gran quadre. Però sense recursos es va traslladar l'abril, de la cabana on vivia als afores, a la capital Papeete acceptant una feina mal pagada com a delineant del Departament d'Obres Públiques, i va deixar de pintar. El setembre va ingressar a l'hospital durant tres setmanes. En sortir va rebre una carta de Daniel de Monfreid amb 1.300 francs procedents de la venda dels seus quadres, cosa que li va permetre pagar els deutes, però no deixar la feina.
Havia acordat amb l'apotecari Ambroise Millaud que liquidaria els deutes per l'arsènic i morfina que prenia per tractar la seva sífilis a canvi d'un quadre. Però l'apotecari el va rebutjar dient que el cavall no era blanc sinó verd i que era impossible que un cavall tingués aquest color. Gauguin li va explicar que el verd era el color de l'illa i que si aclucava una mica els ulls podria veure tonalitats verdoses a tot arreu. Ambroise Millaud va concloure que no volia un quadre que hagués de contemplar amb els ulls tancats.

## Descripció
Un cavall blanc sense genet és dins d'un rierol bevent aigua. Aquest rierol travessa el quadre de dalt a baix. Al fons, dos genets nus s'allunyen cavalcant a pèl. L'escena està enquadrada en un paisatge selvàtic pintat en tons verdosos, tancat sense horitzó ni cel.
Gauguin es pren la llibertat d'esquematitzar categòricament el paisatge en grans masses de colors plans, i gran part del cantó dret superior l'omple de formes sinuoses d'un arbre blau en primer pla. És un arbre indígena, anomenat pūrao, del gènere de l'hibisc.

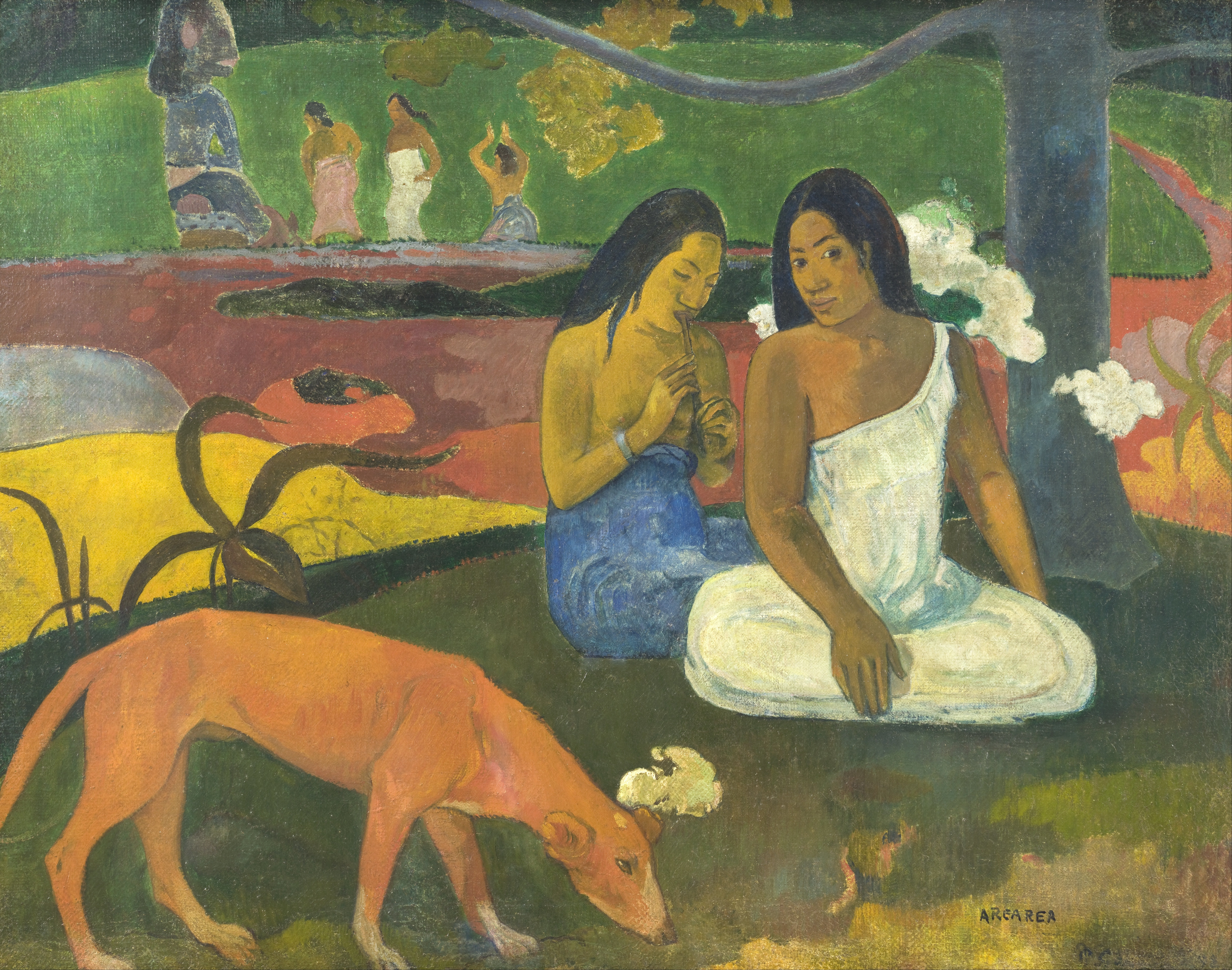
Arearea, 1892

Els tres cavalls són de tres colors diferents. El cavall vermell del fons a l'esquerra recorda els gossos vermells que havia pintat Gauguin i que havien provocat comentaris de burla en les exposicions europees pels seus colors arbitraris. El cavall de la dreta és gris blavós. El cavall blanc que s'acota per beure aigua sintetitza tots els colors de l'entorn amb reflexos de la vegetació i de l'aigua. De fet, el seu color segueix un dels principis impressionistes: els blancs sempre són acolorits en funció de la llum ambient.
El rierol és blau marí fosc amb reflexos grocs del cavall. A la part inferior destaca una flor exòtica blanca, un lliri, que reforça el protagonisme de la natura i contrasta amb el cavall que es torna verdós.
El quadre no representa una escena real sinó una visió imaginària i sintètica tal com solia fer Gauguin. L'arbust i les flors de la part dreta són un marc decoratiu per enquadrar el motiu principal. L'esglaonament dels tres cavalls en el paisatge donen una perspectiva vertical, sense profunditat, accentuant el caràcter decoratiu més que descriptiu.
L'obra desprèn una gran serenitat bucòlica comunicant la idea de la feliç convivència entre l'home i la natura. La natura ho domina tot i l'home hi està integrat sense resultar cap intrús ni depredador. Els genets munten a pèl, sense subjugar la seva voluntat sinó amb la seva complicitat. Mostra així el respecte dels natius amb la natura i els animals.
Gauguin reuneix dues tradicions culturals. Per una banda, la pintura eqüestre és recurrent en la pintura occidental, i deuria estar al corrent de les obres sobre curses de cavalls d'Edgar Degas a qui admirava. Per altra banda, capta el misticisme de la cultura polinèsia amb les seves creences que atorgaven als cavalls blancs una condició sagrada de revelació. El color blanc està lligat en la Polinèsia a la mort, i un animal blanc solitari pren el sentit simbòlic del trànsit de les ànimes a l'altra món. De totes maneres, els cavalls eren relativament rars a Tahití en el segle xix, al contrari de les illes Marqueses on Gauguin s'hi va instal·lar el 1901.

## Obres relacionades
Segons el crític Gabriele Mandel Sugana, el cap del cavall blanc recorda un detall del fris del Partenó, del que Gauguin tenia algunes fotografies, encara que sovint s'ha recordat la frase que havia dit poc abans a Monfreid: «el gran error són els grecs, per molt bons que fossin». Més tard, a Racontars d'un Rapin escriuria: «he reculat ben lluny, més lluny que els cavalls del Partenó, fins a la icona de la meva infantesa, el bell cavall de fusta».
Georges Wildenstein assenyala en el seu catàleg raonat que els dos genets del fons els va reproduir en quadres posteriors, i l'arbre del primer pla és molt similar al que va utilitzar a D'on venim? Què som? On anem?, reproduït també el 1897.

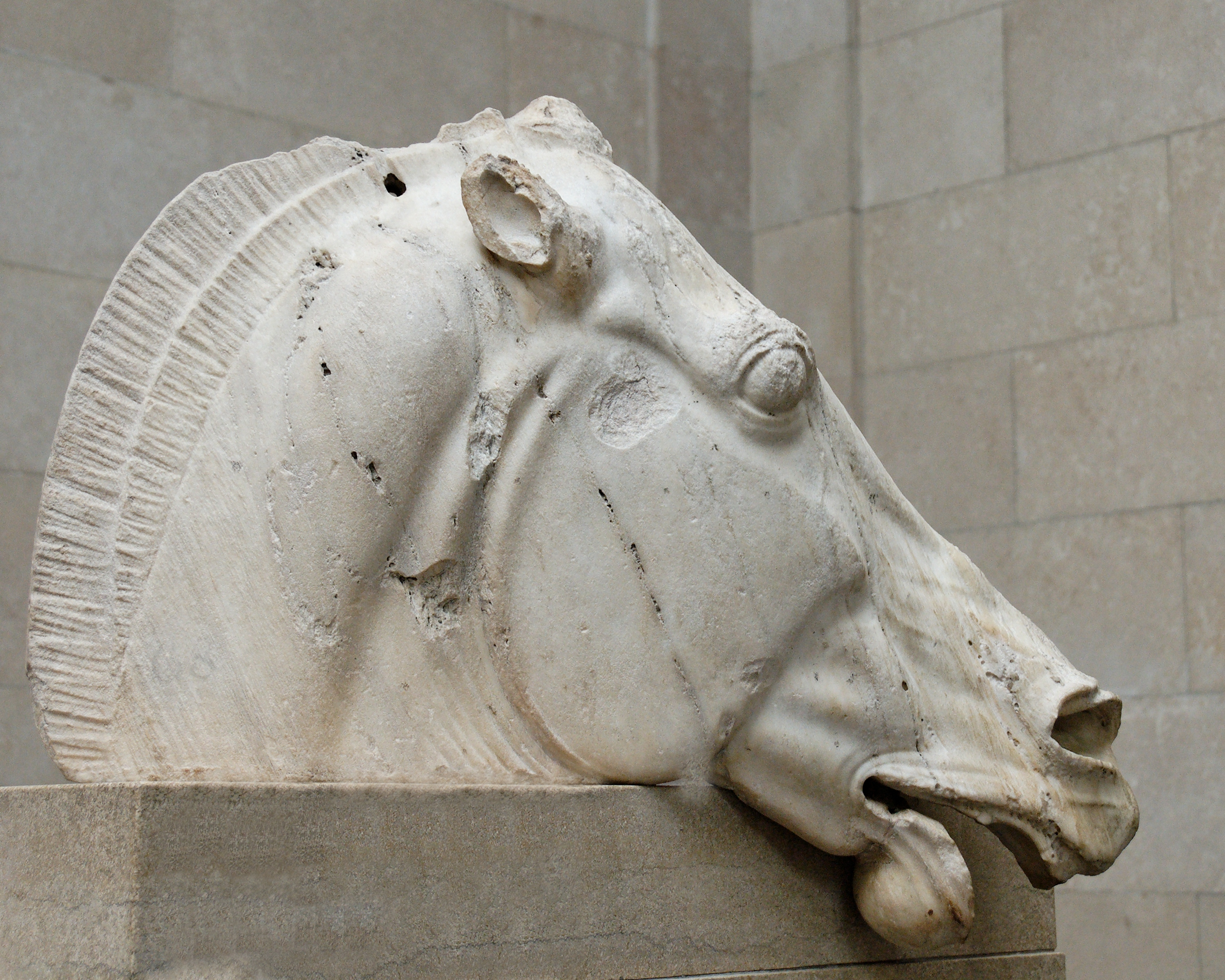
Cavall del frontó est del Partenó, Museu Britànic
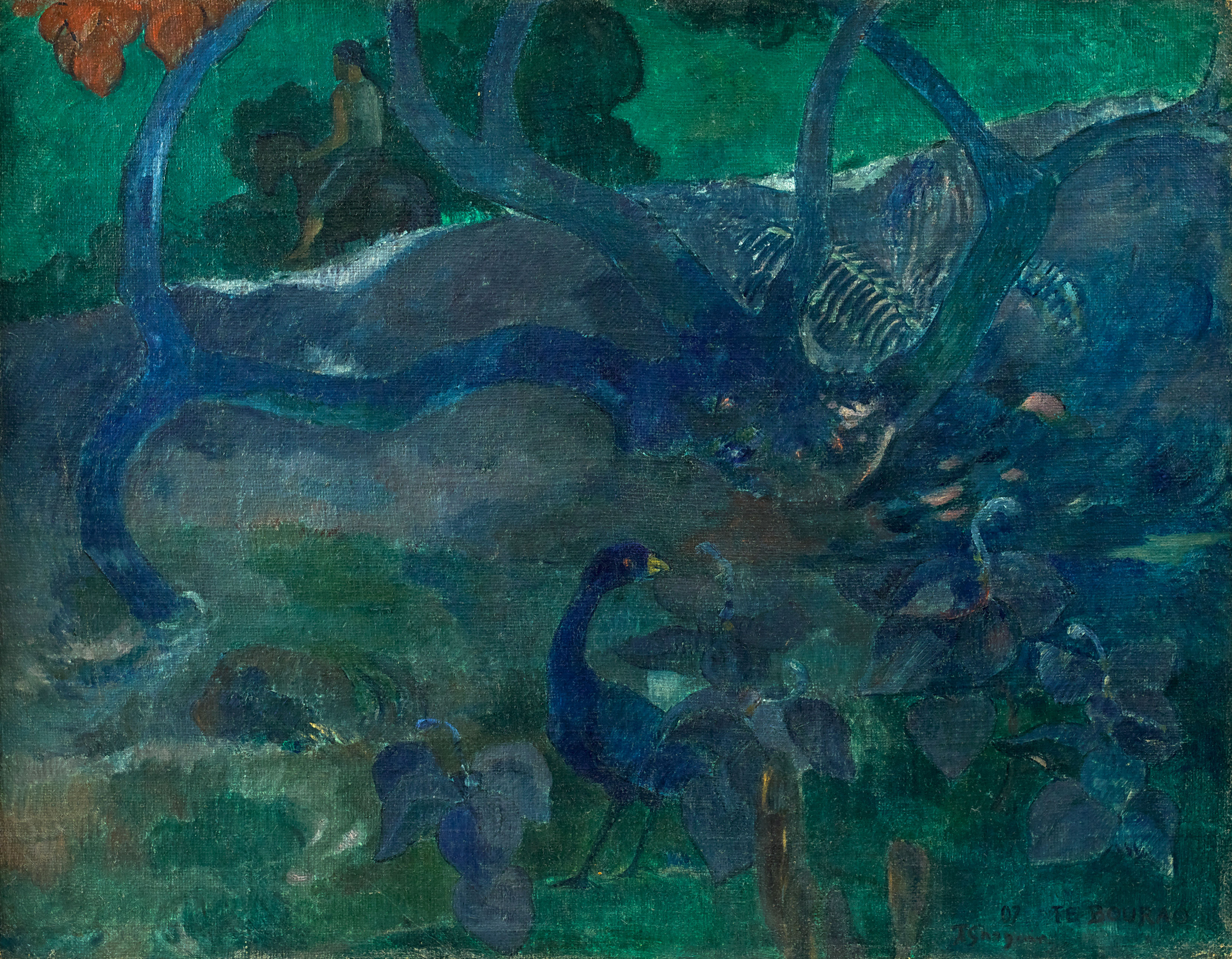
L'hibisc II, 1897
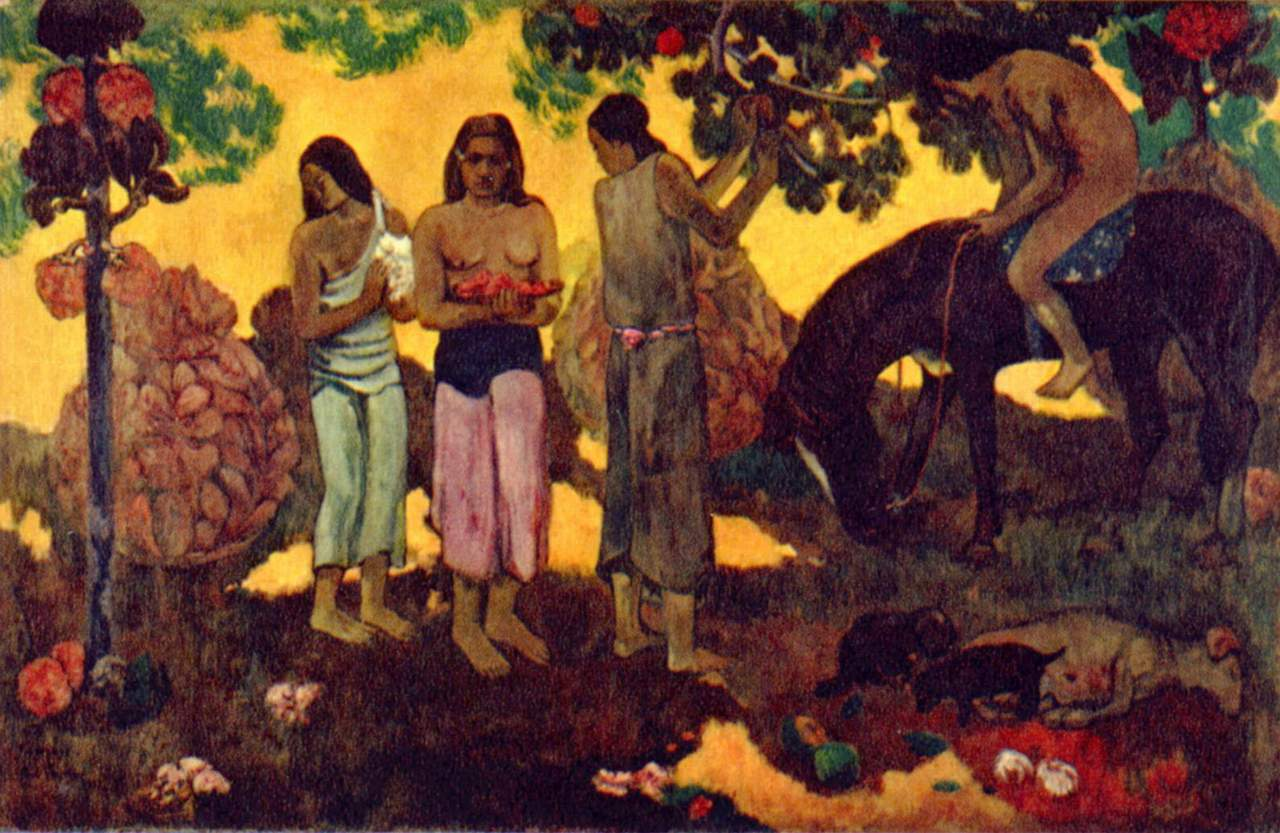
Ruperupe, 1899
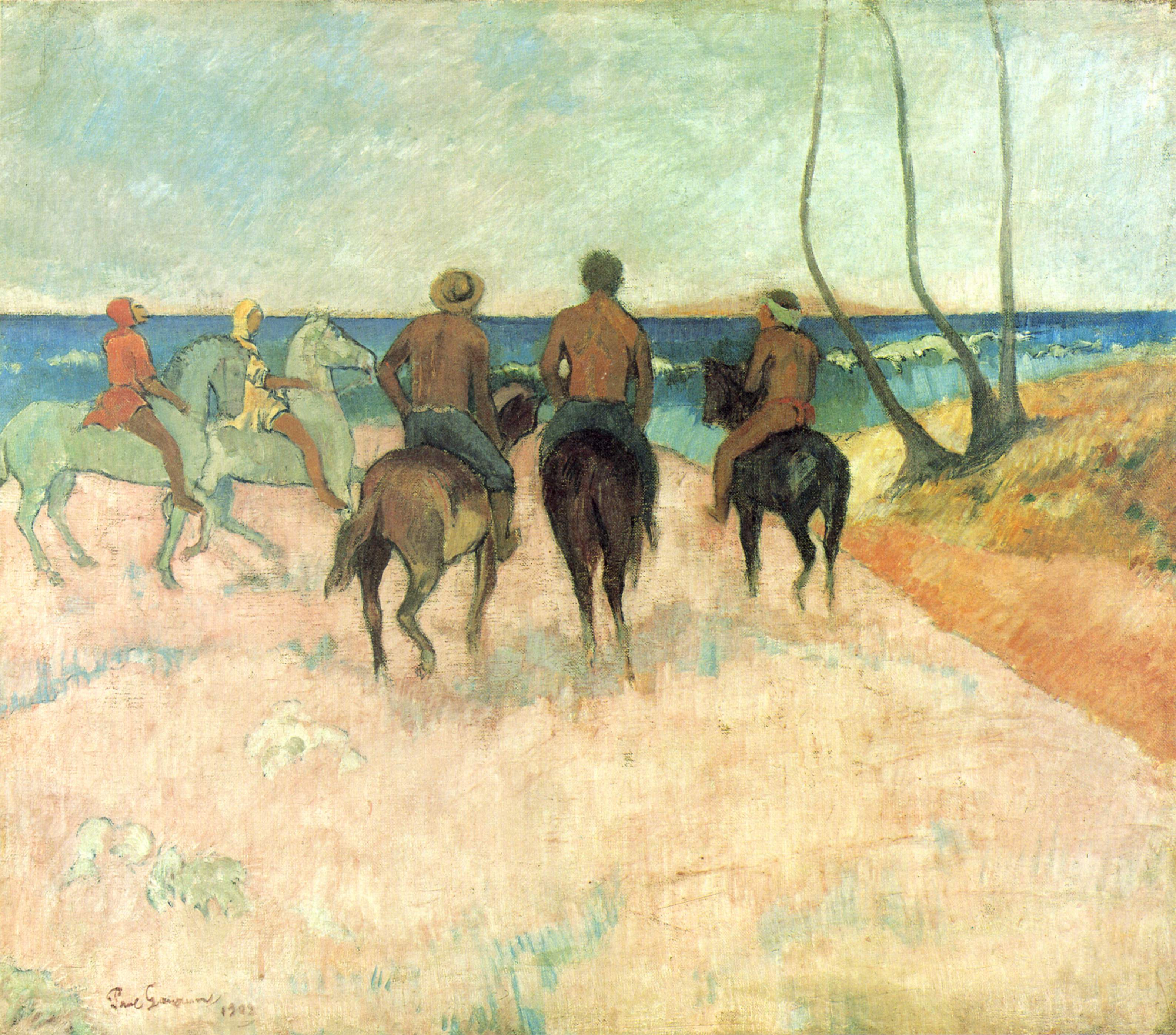
Genets a la platja I, 1902
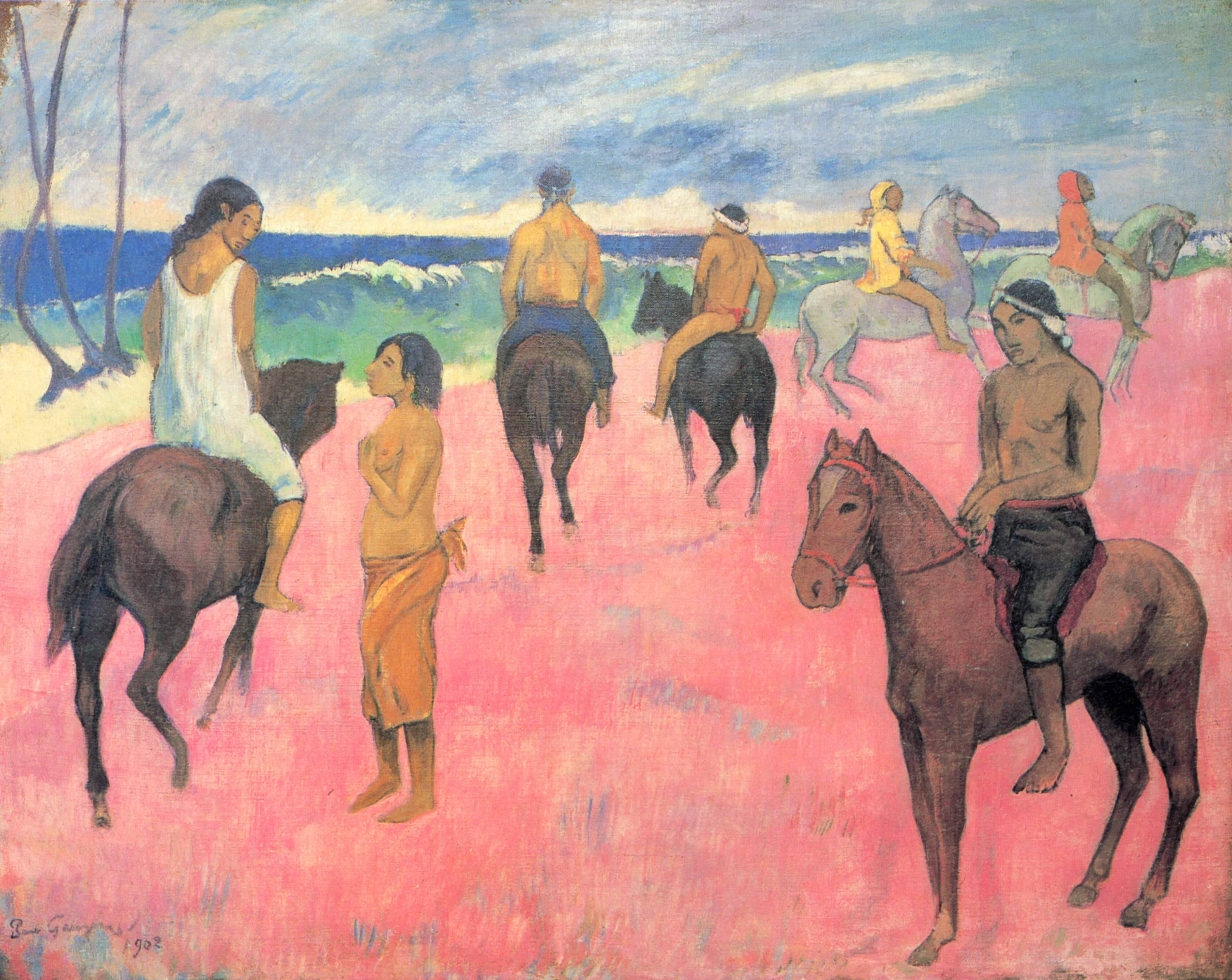
Genets a la platja II, 1902

## Historial
Probablement, El cavall blanc formava part del conjunt de quadres que s'havien d'exposar conjuntament amb el gran D'on venim?. Però no el va embarcar en l'enviament que va fer el juliol, segurament perquè deuria estar inacabat.
Després de ser rebutjat per l'apotecari, el va enviar al seu apoderat Daniel de Monfreid, cap al 1900, i sense posar-li cap títol.

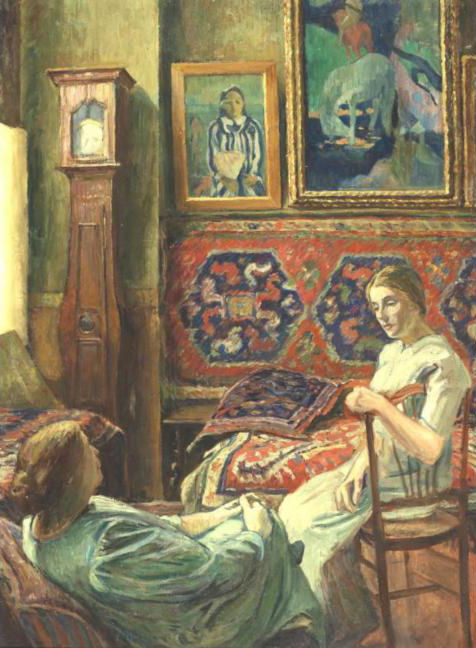
Conversa al taller de Cornellà de Conflent, Daniel de Monfreid

Monfreid va escriure a Gauguin que «sobre la tela de l'enviament de fa dos anys, on hi ha cavalls sota el bosc, amb un primer pla d'un gran cavall blanc piafant en un riu i cavallers en el fons, me'n donarien 500 F; però trobo que és massa poc; en fi, veuré què en puc treure.» Finalment no la va vendre i va quedar en poder seu. En l'escena que va pintar Monfreid a Conversa al taller de Cornellà de Conflent es veu El cavall blanc penjat a la paret del fons del seu propi estudi.
El 1906 va ser exposat per primera vegada en l'exposició retrospectiva de Gauguin al Salon d'Automne de París, sota el títol Cavaliers sous bois (cavallers sota el bosc).
El 1911, Monfreid en va fer una còpia reproduint fins i tot la signatura de Gauguin i la datació original. La còpia es va mostrar el 1938 en l'exposició «Daniel de Monfreid i el seu amic Gauguin», a la galeria Charpentier de París. El 1998 es va vendre a un col·leccionista particular per 78.500 lliures esterlines (uns 120.000 euros).
El 1926, Monfreid va rebre una oferta alemanya per comprar el quadre de Gauguin per 350.000 francs. Va preferir, però, oferir-lo abans al Museu del Louvre. El 1927 va ser adquirit pel Museus Nacionals de França per 200.000 francs (uns 114.000 euros del 2009), a més de la donació del manuscrit Noa Noa. L'adquisició va tenir una certa polèmica, ja que un membre del comitè, Salomon Reinach, va exclamar que ell no donaria un ral per tal porqueria. Va ser assignat fins al 1933 al Museu del Luxemburg de París, després en la galeria del Jeu de Paume del Museu del Louvre, i des del 1986 és al Museu d'Orsay.